# Sten Vallin
Sten Axel Vallin, född 16 januari 1891 i Karlskrona, död 19 februari 1977 i Ektorp, Lovö församling, var en svensk zoolog.
Sten Vallin var son till Karl Vallin och Ellen Maria Nilsson samt kusin till Sigurd Wallin. Han avlade studentexamen i Helsingborg 1908 och studerade vid Lunds universitet där han blev filosofie kandidat 1911, filosofie magister 1916 och filosofie licentiat 1920. 1912–1921 var han amanuens vid zoologiska institutionen i Lund. Han blev fiskeristipendiat 1921, laborator vid Statens undersöknings- och försöksanstalt för sötvattensfisket på Lovön 1932 och var från 1942 överinspektör och för fiskeristyrelsens tillsyningsavdelning. Vallin behandlade i sina skrifter främst fiskeribiologiska frågor, särskilt rörande vattenföroreningar och plankton. 1923–1924 deltog han som zoolog i kapten Carl Anton Larsens första sydpolsexpedition till Rosshavet och skrev därifrån populära uppsatser om antarktiskt djurliv i Naturens liv i ord och bild (1928–1931).